# Isolotto del Porto
L'isolotto del Porto, Lucorgnac o Luchvignach (in croato: Lukvenjak) è un isolotto disabitato della Croazia, situato di fronte alla costa dalmata settentrionale, a ovest di Rogosnizza. Dal punto di vista amministrativo appartiene al comune di Rogosnizza, nella regione di Sebenico e Tenin.

## Geografia
L'isolotto del Porto si trova di fronte a valle Losizza (uvala Lozica), la quale è situata a nord-ovest di Rogosnizza; si trova inoltre circa 700 m a nord-ovest di punta Belirat (Debeli Rt), estremità meridionale della penisola che chiude a nord-ovest l'insenatura del porto di Rogosnizza (Rogoznička luka) e sul cui lato orientale si trova una marina. L'isolotto ha una superficie di 0,016 km², uno sviluppo costiero di 487 m e un'altezza di 11 m.

### Isole adiacenti
- San Simone (Jaz), 1,1 km[2] a nord-ovest.
- Mulo[5][10] (hrid Mulo), piccolo scoglio alto 15 m[2], con una superficie di 0,00396 km²[1] e una costa lunga 241 m[1] sul quale c'è un faro costruito nel 1873[11]. Si trova 3 km[2] a sud-ovest 43°32′14″N 15°58′06″E.
- Isolotti Smoquizza (Smokvica Vela e Smokvica Mala), a sud.

### Cartografia
- (HR) Mappa topografica della Croazia 1:25000, su preglednik.arkod.hr. URL consultato il 15 ottobre 2017.
- G. Giani, Carta prospettiva delle Comuni censuarie della Dalmazia, foglio 6, 1839. Fondo Miscellanea cartografica catastale, Archivio di Stato di Trieste.
- Carta di cabottaggio del mare Adriatico, foglio IX, Milano, Istituto geografico militare, 1822-1824. URL consultato il 16 ottobre 2017 (archiviato dall'url originale il 13 aprile 2013).